# 佐藤季春
佐藤 季春（さとう すえはる）は、平安時代後期の武将。奥州藤原氏の家臣で信夫大庄司である。藤原基衡の命で陸奥国司藤原師綱の土地調査を妨害するも騒ぎが大きくなり、その収拾のため、本人覚悟の上で処刑されている。鎌倉時代に書かれた説話集古事談や十訓抄に記述されている。

## 逸話
古事談や十訓抄には、次のような内容で記述されている。
康治元年（1142年）藤原師綱が国司として陸奥国に赴いたとき、陸奥国は奥州藤原氏第二代の藤原基衡の勢力が強く、国司の力も及ばないほどであった。そこで藤原師綱は国司の力を回復しようと、荘園の土地調査を始めた。
佐藤季春が藤原基衡の命令でこれを妨害したところ戦となり、国司の軍に多くの死者が出た。藤原師綱（国司）は大変怒って、藤原基衡の責任を問い詰めた。
予想外に事件が大きくなってしまったことに驚いた藤原基衡は、どうすれば良いか佐藤季春に相談した。佐藤季春は「あなたは何も知らなかったことにしてすべての罪を私に着せ、私を殺して藤原師綱（国司）の怒りを静めてください」と申し上げた。
藤原基衡は仕方がなく佐藤季春の言うとおりにすることにしたが、何とか佐藤季春の命だけは救おうと藤原師綱（国司）のもとへ良い馬・金・鷲の羽や絹などを届けて命乞いをしたが、藤原師綱（国司）は許さなかったので、泣く泣く佐藤季春とその子、弟など五人を殺した。

## 人物について
- 「季春」は、信夫庄司（湯庄司）佐藤基治の先代、或いは先々代にあたる人物と考えられている。
- 十訓抄や古事談に出てくる「季春」という名は『佐藤系図』や『続群書類従』に書かれた佐藤氏の系図には登場しないが、「福島市史Ⅰ」では佐藤季春は佐藤継信・佐藤忠信の祖父である師治（帥治？）であろうとしている[2]。
- 「飯坂の歴史」などでは、佐藤季春事件は一所懸命の土地の源流であると紹介されている[3][4]。